# Leilani Estates
Leilani Estates es un lugar designado por el censo ubicado en el condado de Hawái en el estado estadounidense de Hawái. En el año 2000 tenía una población de 1.046 habitantes y una densidad poblacional de 97.1 personas por km².
La erupción del volcán Kilauea de tres meses de duración que ocurrió dentro y alrededor de la subdivisión en 2018 destruyó muchas casas y desplazó a un número desconocido de residentes de Leilani Estates. Se ha prohibido el acceso a todo el campo de flujo de roca de lava sólida resultante, según la Proclamación de Emergencia del 6/12/18 del alcalde, con multas de hasta 5000. A partir de enero de 2019, en un esfuerzo adicional para evitar que la subdivisión privada se convierta en una atracción pública, la Asociación Comunitaria de Leilani comenzó a hacer cumplir las regulaciones con respecto a la prohibición de estacionar en caminos privados, no entrar sin autorización a la propiedad privada y no realizar recorridos guiados en la subdivisión.

## Geografía
Leilani Estates se encuentra ubicado en las coordenadas 19°28′25″N 154°55′13″O / 19.47361, -154.92028. Según la Oficina del Censo, la localidad tiene un área total de 10,8 km² (4,2 mi²), de la cual 10,8 km² (4,2 mi²) es tierra y 0 km² (0 mi²) (0%) es agua.

### Erupción 2018
Del total de 24 fisuras volcánicas que se formaron durante el evento, 14 erupcionaron lava con menor o mayor intensidad dentro de Leilani Estates. La fisura 8 en Luana St. fue el respiradero que produjo la mayor salida de lava, con una altura de hasta 100 metros con picos de velocidad de avance del frente de flujo de 76m/hr cuando alcanzó el océano unos kilómetros al sur de Leilani Estates. Para cuando la erupción cesó el 9 de agosto de 2018, resultaron destruidas unas 200 casas dentro de la subdivisión.

## Demografía
Según la Oficina del Censo en 2000 los ingresos medios por hogar en la localidad eran de $31.541, y los ingresos medios por familia eran $32.692. Los hombres tenían unos ingresos medios de $30.500 frente a los $22.875 para las mujeres. La renta per cápita para la localidad era de $15.522. Alrededor del 13.7% de las familias y del 21.9% de la población estaban por debajo del umbral de pobreza.